# Глобальний звіт про гендерний розрив

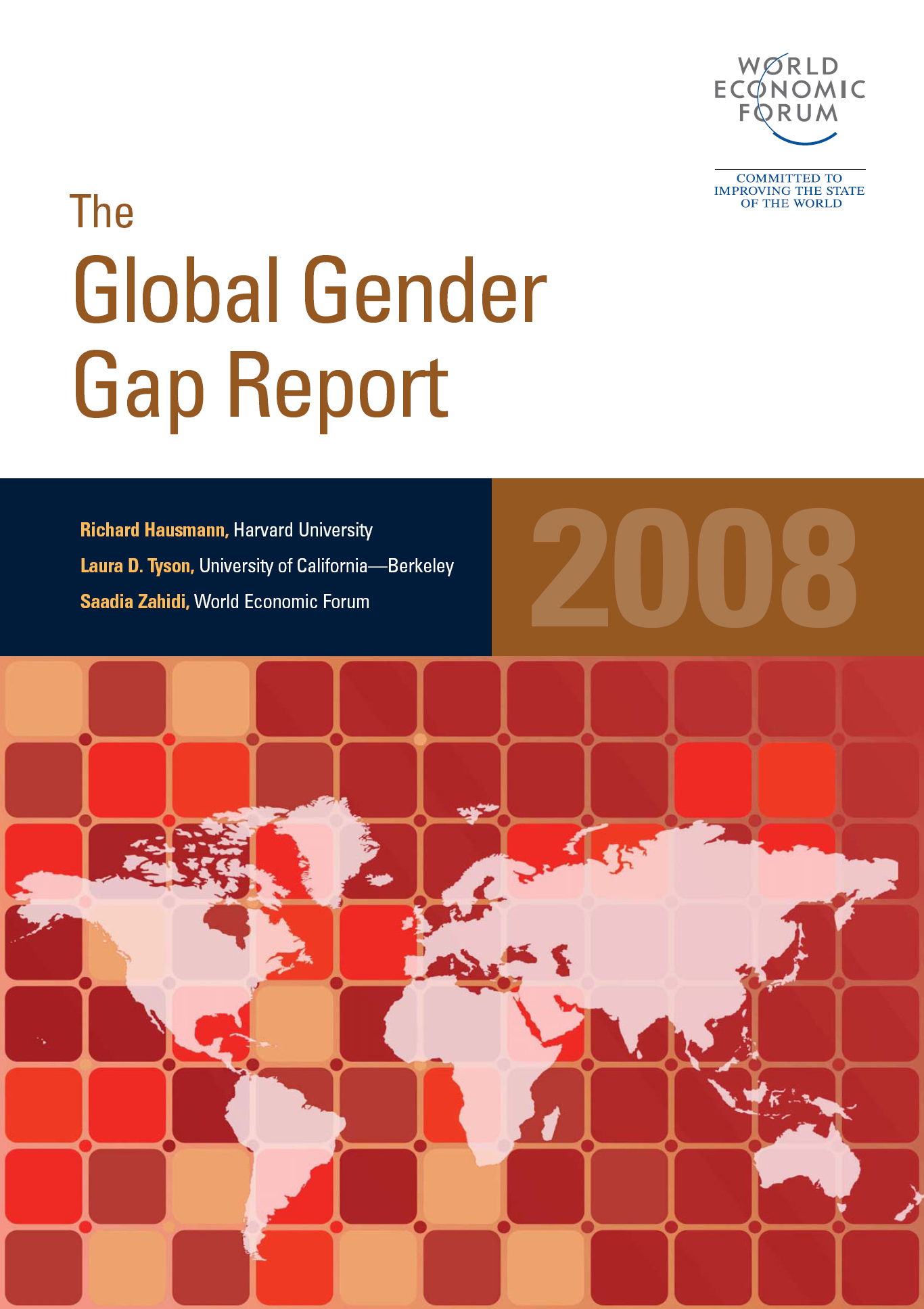
Обкладинка звіту за 2008 рік

Глобальний звіт про гендерний розрив (англ. Global Gender Gap Report, GGGR), вперше опублікований у 2006 році - це комплексний звіт-порівняння країн світу Всесвітнім економічним форумом за рівнем ґендерної рівності/нерівності, котрий вимірюється глобальним індеком ґендерного розриву. GGGR також називають звітом про гендерну нерівність.  
Звіт про гендерний розрив «оцінює країни щодо того, наскільки добре вони ділять свої ресурси та можливості серед своїх чоловіків і жінок, незалежно від загального рівня цих ресурсів і можливостей». "Забезпечуючи зрозумілі рамки для оцінки та порівняння глобальних гендерних розривів і виявляючи ті країни, які є зразками для наслідування у розподілі цих ресурсів рівноправно між жінками і чоловіками, Звіт служить каталізатором більшої обізнаності, а також більшого обміну між тими, хто творять політику".
13 з 14-ти змінних, використовуваних для створення індексу, беруться з загальнодоступних офіційних показників (hard data) міжнародних організацій, таких як Міжнародна організація праці, Програма розвитку ООН та Всесвітня організація охорони здоров'я. Звіти публікуються на сайті Світового економічного форуму в розділі Reports. Там же через інтерактивний переглядач для кожного звіту Звіту доступні вибіркові показники та інфографіки. 
Глобальний звіт за 2017 рік охоплював 144 країни (зі 195 країн-держав), включаючи ті, що розвиваються. Три країни з найвищим рейтингом подолали понад 84% своїх гендерних розривів, тоді як країна з найнижчим рейтингом подолала лише трохи більше 50%. 
З урахуванням наявного прогресу прогноз Звіту щодо часу, потрібного на подолання загального гендерного розриву в середньому по світу, в 2017 році складав 100 років (для 106 країн, що досліджуються з 2006 року). В Звіті за 2018 рік цифра зросла до 108 років. За поточними даними гендерний розрив подолано на 68%, і для зрівнювання в правах жінок і чоловіків Західній Європі знадобиться 61 рік, Південній Азії - 70 років, Латинській Америці та Карибам - 74 роки, Східній Європі та Центральній Азії - 124 роки, Субсахарській Африці - 136 років, Середньому Сходу та півночі Африки - 153 роки, Північній Америці - 165 років, Східній азії та Океанії - 171 рік.

## Методологія
Індекс гендерного розриву Глобального звіту ранжує країни за розрахованим гендерним розривом між жінками і чоловіками в чотирьох ключових сферах: охороні здоров'я, освіті, економіці та політиці, для оцінки стану ґендерної рівності в країні.  
Щоб оцінити невигідність положення жінок у порівнянні з чоловіками, Звіт не є строгою мірою рівності: гендерні дисбаланси на користь жінок не впливають на розрахунок. Наприклад, показник "кількість років, на яку жіноче керування державою (за останні 50 років) переважає чоловіче" дорівнюватиме 1, якщо перевага на користь жінок становить як 25, так і 50 років. Завдяки цій методології гендерні розриви на користь жінок звітуються як рівноправність і не занижують помітності в загальній оцінці країни дефіциту рівності в інших областях (за винятком очікуваної середньої тривалості життя). 
У Звіті розглядаються чотири загальні області нерівності між чоловіками і жінками в майже 150 економіках світу (понад 93% населення планети):
- Економічна участь і можливості - рівні заробітної плати, рівні участі та доступу до висококваліфікованої зайнятості;
- Рівень освіти - показники доступу до базової та вищої освіти;
- Політичні повноваження - показники представництва в структурах прийняття рішень;
- Здоров'я та виживання - показники очікуваної середньої тривалості життя та відсоткове співвідношення статей. Щодо останнього паритет не передбачається: припускається, що жінок народжується менше (944 жінки на 1000 чоловіків), а чоловіки помирають раніше. За умови, що жінки живуть принаймні на 6% довше за чоловіків, постулюється рівноправність. Якщо різниця менша 6%, це гендерний розрив.[7]

Оскільки кінцевий індекс обчислюється середньозваженими коефіцієнтами з чотирнадцятьма коефіцієнтами, легке підвищення одного або двох коефіцієнтів не впливає на результат.
У 2014, наприклад, JTBC News Channel в Південній Кореї шукав причину низького рангу країни. В новинах повідомлялося, що деякі з необроблених даних, використовуваних для розрахунку індексу, точно не відображали унікальну ситуацію в країні. Цей висновок, хоч і не вщерть неправильний, багатьох увів в оману. Ці та інші суперечки щодо довіри до індексу виникли в основному через непорозуміння.  
Індекс призначений для "вимірювання гендерних розривів у доступі до ресурсів і можливостей у країнах, а не до фактичних рівнів наявних ресурсів і можливостей у цих країнах": високорозвинені країни не обов'язково мають вищі оцінки.  

### Верхнє граничне значення індексу гендерного розриву
Верхнє граничне значення індексу гендерного розриву для співвідношення жінки-чоловіки та чоловіки-жінки становить 1,0. Найнижче - 0. Чим ближче до одиниці, тим кращим є становище жінок в досліджуваній країні. 
В обрахунок Індексу включено 14 показників з різною вагою в сумарному показнику. Так, наприклад, рівність заробітної плати важить в обчисленні рівності у економіці приблизно вдвічі більше за рівень участі жінок в робочій силі, оскільки більшість економік, незалежно від того, наскільки широко жінки залучені до ринку оплачуваної праці, дає їм значимо менший, ніж чоловікам, доступ до високооплачуваних посад (за рахунок вертикальної та горизонтальної гендерних сегрегацій на ринку праці (наприклад, "скляної стелі"), подвійного навантаження створюється гендерний розрив в оплаті праці). Інший приклад: для розрахунку рівності в політиці меншу вагу має кількість жінок на міністерських посадах, більшу - кількість жінок в парламенті, а найбільшу - кількість років з жінкою-главою держави, оскільки для досягнення відчутних змін у бік покращення життя жінок необхідна представленість жінок на вищих керівних (зокрема, законотворчих) щаблях (а парламент і пост глави держави мають більше влади, ніж уряд).
| 1. Економічна участь і можливості                                                                          | 1. Економічна участь і можливості | 1. Економічна участь і можливості | 1. Економічна участь і можливості |
| Показник                                                                                                   | межа                              | вага                              | значимість                        |
| --- | --------------------------------- | --------------------------------- | --------------------------------- |
| 1) Участь у робочій силі                                                                                   | 1,0                               | 0,199                             | 0,199                             |
| 2) Рівність заробітної плати за аналогічну роботу                                                          | 1,0                               | 0,310                             | 0,310                             |
| 3) Оцінка отриманого доходу                                                                                | 1,0                               | 0,221                             | 0,221                             |
| 4) Законодавиці, старші посадові особи та менеджерки                                                       | 1,0                               | 0,149                             | 0,149                             |
| 5) Професійні та технічні працівниці                                                                       | 1,0                               | 0.121                             | 0.121                             |
| | сума                              | 1,0                               | 1,0                               |
| 2. Рівень освіти                                                                                           |                                   |                                   |                                   |
| Показник                                                                                                   | межа                              | вага                              | значимість                        |
| 6) Рівень писемності                                                                                       | 1,0                               | 0,191                             | 0,191                             |
| 7) Зарахування до початкової освіти                                                                        | 1,0                               | 0,459                             | 0,459                             |
| 8) Зарахування до середньої освіти                                                                         | 1,0                               | 0,229                             | 0,229                             |
| 9) Зарахування до вищої освіти                                                                             | 1,0                               | 0.121                             | 0.121                             |
| | сума                              | 1,0                               | 1,0                               |
| 3. Здоров'я та виживання                                                                                   |                                   |                                   |                                   |
| Показник                                                                                                   | межа                              | вага                              | значимість                        |
| 10) Співвідношення статей при народженні                                                                   | 0,944                             | 0,693                             | 0,654                             |
| 11) Очікувана середня тривалість життя                                                                     | 1,060                             | 0,307                             | 0,345                             |
| | сума                              | 1,0                               | 1,0                               |
| 4. Політичні повноваження                                                                                  |                                   |                                   |                                   |
| співвідношення                                                                                             | межа                              | вага                              | значення                          |
| 12) Жінки в парламенті                                                                                     | 1,0                               | 0,310                             | 0,310                             |
| 13) Жінки на міністерських посадах                                                                         | 1,0                               | 0,247                             | 0,247                             |
| 14) Роки з жінкою-главою держави (за останні 50 років, зараховуються президентська посада та глави урядів) | 1,0                               | 0,443                             | 0,443                             |
| | сума                              | 1,0                               | 1,0                               |

Індекс гендерного розриву: 1,0 + 1,0 + 1,0 + 1,0 = 4,0 / 4 = 1,0.

## Зібрані дані

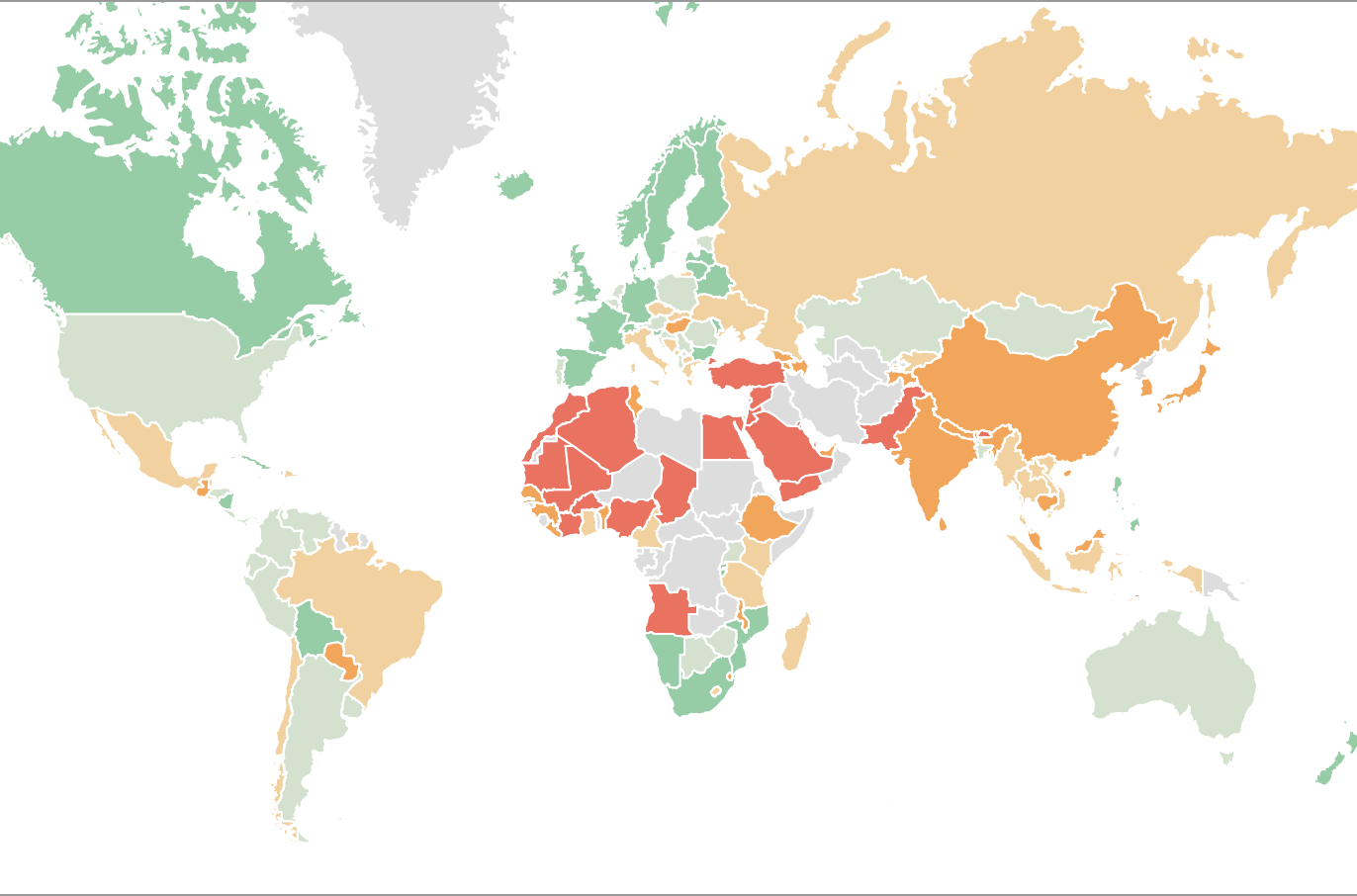
Світова карта Індексу гендерного розриву на 2017 рік. За показниками гендерній рівності Україну випереджають 60 країн. Легенда за посиланням.

Нижче подана таблиця індексів гендерного розриву зі Звітів за роки від початку їх публікації Світовим економічним форумом. 
Найвища можлива оцінка - 1,0 (рівність або краще для жінок, за винятком терміну служби (106% або краще для жінок) і гендерного паритету при народженні (94,4% або краще для жінок )), найнижча можлива оцінка - 0. Дані для деяких країн недоступні.
Зазвичай результати оцінки (особливо у ЗМІ) подаються у вигляді рейтингів (яке місце посідає країна за рівнем забезпечення прав людини для жінок). У такому випадку бажаними є низькі показники (перше місце - найпочесніше).
Важливо пам'ятати, що загальне значення індексу маскує субіндекси, усереднюючи їх, і більш реальну картину дасть розгляд за складовими [Архівовано 31 травня 2019 у Wayback Machine.]. Так, наприклад, у Звіті за 2018 рік сумарний гендерний розрив подолано на 68%, але близьким до цього значення (59%) є тільки економічна участь і можливості. Високі показники мають рівність в освіті (95%) і в здоров'ї та виживанні (96%), натомість у сфері політичних повноважень досягнуто лише 22% рівності.
| №   | Регіон                   | Країна                          | Рік публікації Звіту | Рік публікації Звіту | Рік публікації Звіту | Рік публікації Звіту | Рік публікації Звіту | Рік публікації Звіту | Рік публікації Звіту | Рік публікації Звіту | Рік публікації Звіту | Рік публікації Звіту | Рік публікації Звіту | Рік публікації Звіту | Рік публікації Звіту |
| №   | Регіон                   | Країна                          | 2006                 | 2007                 | 2008                 | 2009                 | 2010                 | 2011                 | 2012                 | 2013                 | 2014                 | 2015                 | 2016                 | 2017                 | 2018                 |
| --- | ------------------------ | ------------------------------- | -------------------- | -------------------- | -------------------- | -------------------- | -------------------- | -------------------- | -------------------- | -------------------- | -------------------- | -------------------- | -------------------- | -------------------- | -------------------- |
| 1   | Океанія                  | Австралія                       | 0.7163               | 0.7204               | 0.7241               | 0.7282               | 0.7271               | 0.7291               | 0.7294               | 0.7390               | 0.7409               | 0.733                | 0.721                | 0.731                | 0.730                |
| 2   | Європа                   | Австрія                         | 0.6986               | 0.7060               | 0.7153               | 0.7031               | 0.7091               | 0.7165               | 0.7391               | 0.7437               | 0.7266               | 0.733                | 0.716                | 0.709                | 0.718                |
| 3   | Європа і Центральна Азія | Азербайджан                     | N/A                  | 0.6781               | 0.6856               | 0.6626               | 0.6446               | 0.6577               | 0.6546               | 0.6582               | 0.6753               | 0.675                | 0.684                | 0.676                | 0.680                |
| 4   | Європа                   | Албанія                         | 0.6607               | 0.6685               | 0.6591               | 0.6601               | 0.6726               | 0.6748               | 0.6655               | 0.6412               | 0.6869               | 0.701                | 0.704                | 0.728                | 0.734                |
| 5   | Африка                   | Алжир                           | 0.6018               | 0.6068               | 0.6111               | 0.6119               | 0.6052               | 0.5991               | 0.6112               | 0.5966               | 0.6182               | 0.632                | 0.642                | 0.629                | 0.629                |
| 6   | Африка                   | Ангола                          | 0.6039               | 0.6034               | 0.6032               | 0.6353               | 0.6712               | 0.6624               | N/A                  | 0.6659               | 0.6311               | 0.637                | 0.643                | 0.640                | 0.633                |
| 7   | Америка Південна         | Аргентина                       | 0.6829               | 0.6982               | 0.7209               | 0.7211               | 0.7187               | 0.7236               | 0.7212               | 0.7195               | 0.7317               | 0.734                | 0.735                | 0.732                | 0.733                |
| 8   | Північна Америка         | Багамські Острови               | N/A                  | N/A                  | N/A                  | 0.7179               | 0.7128               | 0.7340               | 0.7156               | 0.7128               | 0.7269               | 0.728                | 0.729                | 0.743                | 0.741                |
| 9   | Південна Азія            | Бангладеш                       | 0.6270               | 0.6314               | 0.6531               | 0.6526               | 0.6702               | 0.6812               | 0.6684               | 0.6848               | 0.6973               | 0.704                | 0.698                | 0.719                | 0.721                |
| 10  | Північна Америка         | Барбадос                        | N/A                  | N/A                  | 0.7188               | 0.7236               | 0.7176               | 0.7170               | 0.7232               | 0.7301               | 0.7289               | 0.744                | 0.739                | 0.750                | 0.753                |
| 11  | Середній Схід            | Бахрейн                         | 0.5894               | 0.5931               | 0.5927               | 0.6136               | 0.6217               | 0.6232               | 0.6298               | 0.6334               | 0.6261               | 0.644                | 0.615                | 0.632                | 0.627                |
| 12  | Північна Америка         | Беліз                           | N/A                  | 0.6426               | 0.6610               | 0.6636               | 0.6536               | 0.6489               | 0.6465               | 0.6449               | 0.6701               | 0.668                | 0.676                | 0.692                | 0.662                |
| 13  | Європа                   | Бельгія                         | 0.7078               | 0.7198               | 0.7163               | 0.7165               | 0.7509               | 0.7531               | 0.7652               | 0.7684               | 0.7809               | 0.753                | 0.745                | 0.739                | 0.738                |
| 14  | Європа                   | Білорусь                        | N/A                  | N/A                  | N/A                  | N/A                  | N/A                  | N/A                  | N/A                  | N/A                  | N/A                  | 0.734                | 0.737                | 0.744                | 0.747                |
| 15  | Африка                   | Бенін                           | 0.5780               | 0.5656               | 0.5582               | 0.5643               | 0.5719               | 0.5832               | 0.6258               | 0.5885               | N/A                  | 0.625                | 0.636                | 0.652                | 0.654                |
| 16  | Європа                   | Болгарія                        | 0.6870               | 0.7085               | 0.7077               | 0.7072               | 0.6983               | 0.6987               | 0.7021               | 0.7097               | 0.7444               | 0.722                | 0.726                | 0.756                | 0.756                |
| 17  | Південна Америка         | Болівія                         | 0.6335               | 0.6574               | 0.6667               | 0.6693               | 0.6751               | 0.6862               | 0.7222               | 0.7340               | 0.7049               | 0.749                | 0.746                | 0.758                | 0.748                |
| 18  | Африка                   | Ботсвана                        | 0.6897               | 0.6797               | 0.6839               | 0.7071               | 0.6876               | 0.6832               | 0.6744               | 0.6752               | 0.7129               | 0.710                | 0.715                | 0.720                | 0.715                |
| 19  | Південна Америка         | Бразилія                        | 0.6543               | 0.6637               | 0.6737               | 0.6695               | 0.6655               | 0.6679               | 0.6909               | 0.6949               | 0.6941               | 0.686                | 0.687                | 0.684                | 0.681                |
| 20  | Південно-Східна Азія     | Бруней                          | N/A                  | N/A                  | 0.6392               | 0.6524               | 0.6748               | 0.6787               | 0.6750               | 0.6730               | 0.6719               | 0.684                | 0.669                | 0.671                | 0.686                |
| 21  | Африка                   | Буркіна-Фасо                    | 0.5854               | 0.5912               | 0.6029               | 0.6081               | 0.6162               | 0.6153               | 0.6455               | 0.6513               | 0.6500               | 0.651                | 0.64                 | 0.646                | 0.629                |
| 22  | Африка                   | Бурунді                         | N/A                  | N/A                  | N/A                  | N/A                  | N/A                  | 0.7270               | 0.7338               | 0.7397               | 0.7565               | 0.748                | 0.768                | 0.755                | 0.741                |
| 23  | Південна Азія            | Бутан                           | N/A                  | N/A                  | N/A                  | N/A                  | N/A                  | N/A                  | N/A                  | 0.6651               | 0.6364               | 0.646                | 0.642                | 0.638                | 0.638                |
| 24  | Європа                   | Велика Британія                 | 0.7365               | 0.7441               | 0.7366               | 0.7402               | 0.7460               | 0.7462               | 0.7433               | 0.7440               | 0.7383               | 0.758                | 0.752                | 0.770                | 0.744                |
| 25  | Південна Америка         | Венесуела                       | 0.6664               | 0.6797               | 0.6875               | 0.6839               | 0.6863               | 0.6861               | 0.7060               | 0.7060               | 0.6851               | 0.691                | 0.694                | 0.706                | 0.709                |
| 26  | Південно-Східна Азія     | В'єтнам                         | N/A                  | 0.6889               | 0.6778               | 0.6802               | 0.6776               | 0.6732               | 0.6867               | 0.6863               | 0.6915               | 0.687                | 0.7                  | 0.698                | 0.698                |
| 27  | Європа і Центральна Азія | Вірменія                        | N/A                  | 0.6651               | 0.6677               | 0.6619               | 0.6669               | 0.6654               | 0.6636               | 0.6634               | 0.6622               | 0.668                | 0.669                | 0.677                | 0.678                |
| 28  | Африка                   | Гана                            | 0.6653               | 0.6725               | 0.6679               | 0.6704               | 0.6782               | 0.6811               | 0.6778               | 0.6811               | 0.6661               | 0.704                | 0.705                | 0.695                | 0.688                |
| 29  | Африка                   | Гамбія                          | 0.6448               | 0.6421               | 0.6622               | 0.6752               | 0.6762               | 0.6763               | 0.6630               | N/A                  | N/A                  | 0.674                | 0.667                | 0.649                | 0.642                |
| 30  | Південна Америка         | Гаяна                           | N/A                  | N/A                  | N/A                  | 0.7108               | 0.7090               | 0.7084               | 0.7119               | 0.7085               | 0.7010               | 0.702                | N/A                  | N/A                  | N/A                  |
| 31  | Північна Америка         | Гватемала                       | 0.6067               | 0.6144               | 0.6072               | 0.6209               | 0.6238               | 0.6229               | 0.6260               | 0.6304               | 0.6821               | 0.667                | 0.666                | 0.667                | 0.668                |
| 32  | Африка                   | Гвінея                          | N/A                  | N/A                  | N/A                  | N/A                  | N/A                  | N/A                  | N/A                  | N/A                  | N/A                  | 0.618                | 0.64                 | 0.659                | 0.656                |
| 33  | Північна Америка         | Гондурас                        | 0.6483               | 0.6661               | 0.6960               | 0.6893               | 0.6927               | 0.6945               | 0.6763               | 0.6773               | 0.6935               | 0.688                | 0.69                 | 0.711                | 0.706                |
| 34  | Європа                   | Греція                          | 0.6540               | 0.6648               | 0.6727               | 0.6662               | 0.6908               | 0.6916               | 0.6716               | 0.6782               | 0.6784               | 0.685                | 0.68                 | 0.692                | 0.696                |
| 35  | Європа і Центральна Азія | Грузія                          | 0.6700               | 0.6665               | 0.6654               | 0.6680               | 0.6598               | 0.6624               | 0.6691               | 0.6750               | 0.6855               | 0.687                | 0.681                | 0.679                | 0.677                |
| 36  | Європа                   | Данія                           | 0.7462               | 0.7519               | 0.7538               | 0.7628               | 0.7719               | 0.7778               | 0.7777               | 0.7779               | 0.8025               | 0.767                | 0.754                | 0.776                | 0.778                |
| 37  | Північна Америка         | Домініканська Респуліка         | 0.6639               | 0.6705               | 0.6744               | 0.6859               | 0.6774               | 0.6682               | 0.6659               | 0.6867               | 0.6906               | 0.686                | 0.676                | 0.697                | 0.701                |
| 38  | Південна Америка         | Еквадор                         | 0.6433               | 0.6881               | 0.7091               | 0.7220               | 0.7072               | 0.7035               | 0.7206               | 0.7389               | 0.7455               | 0.738                | 0.726                | 0.724                | 0.729                |
| 39  | Африка                   | Есватіні                        | N/A                  | N/A                  | N/A                  | N/A                  | N/A                  | N/A                  | N/A                  | N/A                  | N/A                  | 0.670                | 0.665                | 0.670                | N/A                  |
| 40  | Європа                   | Естонія                         | 0.6944               | 0.7008               | 0.7076               | 0.7094               | 0.7018               | 0.6983               | 0.6977               | 0.6997               | 0.7017               | 0.749                | 0.747                | 0.731                | 0.734                |
| 41  | Африка                   | Ефіопія                         | 0.5946               | 0.5991               | 0.5867               | 0.5948               | 0.6019               | 0.6136               | 0.6200               | 0.6198               | 0.6144               | 0.640                | 0.662                | 0.656                | 0.656                |
| 42  | Середній Схід і Африка   | Єгипет                          | 0.5786               | 0.5809               | 0.5832               | 0.5862               | 0.5899               | 0.5933               | 0.5975               | 0.5935               | 0.6064               | 0.599                | 0.614                | 0.608                | 0.614                |
| 43  | Середній Схід            | Ємен                            | 0.4595               | 0.4510               | 0.4664               | 0.4609               | 0.4603               | 0.4873               | 0.5054               | 0.5128               | 0.5145               | 0.484                | 0.516                | 0.516                | 0.499                |
| 44  | Африка                   | Замбія                          | 0.6360               | 0.6288               | 0.6205               | 0.6310               | 0.6293               | 0.6300               | 0.6279               | 0.6312               | 0.6364               | 0.650                | N/A                  | N/A                  | N/A                  |
| 45  | Африка                   | Зімбабве                        | 0.6461               | 0.6464               | 0.6485               | 0.6518               | 0.6574               | 0.6607               | N/A                  | N/A                  | 0.7013               | 0.709                | 0.71                 | 0.717                | 0.721                |
| 46  | Середній Схід            | Ізраїль                         | 0.6889               | 0.6965               | 0.6900               | 0.7019               | 0.6957               | 0.6926               | 0.6989               | 0.7032               | 0.7005               | 0.712                | 0.719                | 0.721                | 0.722                |
| 47  | Південна Азія            | Індія                           | 0.6011               | 0.5936               | 0.6060               | 0.6151               | 0.6155               | 0.6190               | 0.6442               | 0.6551               | 0.6455               | 0.664                | 0.683                | 0.669                | 0.665                |
| 48  | Південно-Східна Азія     | Індонезія                       | 0.6541               | 0.6550               | 0.6473               | 0.6580               | 0.6615               | 0.6594               | 0.6591               | 0.6613               | 0.6725               | 0.681                | 0.682                | 0.691                | 0.691                |
| 49  | Середній Схід            | Іран                            | 0.5803               | 0.5903               | 0.6021               | 0.5839               | 0.5933               | 0.5894               | 0.5927               | 0.5842               | 0.5811               | 0.580                | 0.587                | 0.583                | 0.589                |
| 50  | Європа                   | Ірландія                        | 0.7335               | 0.7457               | 0.7518               | 0.7597               | 0.7773               | 0.7830               | 0.7839               | 0.7823               | 0.7850               | 0.807                | 0.797                | 0.794                | 0.796                |
| 51  | Європа                   | Ісландія                        | 0.7813               | 0.7836               | 0.7999               | 0.8276               | 0.8496               | 0.8530               | 0.8640               | 0.8731               | 0.8594               | 0.881                | 0.874                | 0.878                | 0.858                |
| 52  | Європа                   | Іспанія                         | 0.7319               | 0.7444               | 0.7281               | 0.7345               | 0.7554               | 0.7580               | 0.7266               | 0.7266               | 0.7325               | 0.742                | 0.738                | 0.746                | 0.746                |
| 53  | Європа                   | Італія                          | 0.6456               | 0.6498               | 0.6788               | 0.6798               | 0.6765               | 0.6796               | 0.6729               | 0.6885               | 0.6973               | 0.726                | 0.719                | 0.692                | 0.706                |
| 54  | Середній Схід            | Йорданія                        | 0.6109               | 0.6203               | 0.6275               | 0.6182               | 0.6048               | 0.6117               | 0.6103               | 0.6093               | 0.5968               | 0.593                | 0.603                | 0.604                | 0.605                |
| 55  | Африка                   | Кабо-Верде                      | N/A                  | N/A                  | N/A                  | N/A                  | N/A                  | N/A                  | 0.7180               | 0.7122               | 0.7133               | 0.717                | 0.729                | 0.686                | 0.702                |
| 56  | Центральна Азія          | Казахстан                       | 0.6928               | 0.6983               | 0.6976               | 0.7013               | 0.7055               | 0.7010               | 0.7213               | 0.7218               | 0.7210               | 0.719                | 0.718                | 0.713                | 0.712                |
| 57  | Південно-Східна Азія     | Камбоджа                        | 0.6291               | 0.6353               | 0.6469               | 0.6410               | 0.6482               | 0.6464               | 0.6457               | 0.6509               | 0.6520               | 0.662                | 0.658                | 0.676                | 0.683                |
| 58  | Африка                   | Камерун                         | 0.5865               | 0.5919               | 0.6017               | 0.6108               | 0.6110               | 0.6073               | 0.6291               | 0.6560               | N/A                  | 0.682                | 0.684                | 0.689                | 0.714                |
| 59  | Північна Америка         | Канада                          | 0.7165               | 0.7198               | 0.7136               | 0.7196               | 0.7372               | 0.7407               | 0.7381               | 0.7425               | 0.7464               | 0.740                | 0.731                | 0.769                | 0.771                |
| 60  | Середній Схід            | Катар                           | N/A                  | 0.6041               | 0.5948               | 0.5907               | 0.6059               | 0.6230               | 0.6264               | 0.6299               | 0.6403               | 0.645                | 0.643                | 0.626                | 0.629                |
| 61  | Африка                   | Кенія                           | 0.6486               | 0.6508               | 0.6547               | 0.6512               | 0.6499               | 0.6493               | 0.6768               | 0.6803               | 0.7258               | 0.719                | 0.702                | 0.694                | 0.700                |
| 62  | Центральна Азія          | Киргизстан                      | 0.6742               | 0.6653               | 0.7045               | 0.7058               | 0.6973               | 0.7036               | 0.7013               | 0.6948               | 0.6974               | 0.693                | 0.687                | 0.691                | 0.691                |
| 63  | Східна Азія              | Китайська Народна Республіка    | 0.6561               | 0.6643               | 0.6878               | 0.6907               | 0.6881               | 0.6866               | 0.6853               | 0.6908               | 0.6830               | 0.682                | 0.676                | 0.674                | 0.673                |
| 64  | Європа і Середній схід   | Кіпр                            | 0.6430               | 0.6522               | 0.6694               | 0.6706               | 0.6642               | 0.6567               | 0.6732               | 0.6801               | 0.6741               | 0.671                | 0.684                | 0.684                | 0.684                |
| 65  | Південна Америка         | Колумбія                        | 0.7049               | 0.7090               | 0.6944               | 0.6939               | 0.6927               | 0.6714               | 0.6901               | 0.7171               | 0.7122               | 0.725                | 0.727                | 0.731                | 0.729                |
| 66  | Східна Азія              | Корея                           | 0.6157               | 0.6409               | 0.6154               | 0.6146               | 0.6342               | 0.6281               | 0.6356               | 0.6351               | 0.6403               | 0.651                | 0.649                | 0.650                | 0.657                |
| 67  | Північна Америка         | Коста-Рика                      | 0.6936               | 0.7014               | 0.7111               | 0.7180               | 0.7194               | 0.7266               | 0.7225               | 0.7241               | 0.7165               | 0.732                | 0.736                | 0.727                | 0.749                |
| 68  | Африка                   | Кот-д'Івуар                     | N/A                  | N/A                  | N/A                  | N/A                  | 0.5691               | 0.5773               | 0.5785               | 0.5814               | 0.5874               | 0.606                | 0.597                | 0.611                | 0.627                |
| 69  | Північна Америка         | Куба                            | N/A                  | 0.7169               | 0.7195               | 0.7176               | 0.7253               | 0.7394               | 0.7417               | 0.7540               | 0.7317               | 0.740                | 0.74                 | 0.745                | 0.749                |
| 70  | Середній Схід            | Кувейт                          | 0.6341               | 0.6409               | 0.6358               | 0.6356               | 0.6318               | 0.6322               | 0.6320               | 0.6292               | 0.6457               | 0.646                | 0.624                | 0.679                | 0.630                |
| 71  | Південно-Східна Азія     | Лаос                            | N/A                  | N/A                  | N/A                  | N/A                  | N/A                  | N/A                  | N/A                  | 0.6993               | 0.7044               | 0.713                | N/A                  | 0.703                | 0.748                |
| 72  | Європа                   | Латвія                          | 0.7091               | 0.7333               | 0.7397               | 0.7416               | 0.7429               | 0.7399               | 0.7572               | 0.7610               | 0.7691               | 0.752                | 0.755                | 0.756                | 0.758                |
| 73  | Африка                   | Лесото                          | 0.6807               | 0.7078               | 0.7320               | 0.7495               | 0.7678               | 0.7666               | 0.7608               | 0.7530               | 0.7255               | 0.706                | 0.706                | 0.695                | 0.693                |
| 74  | Європа                   | Литва                           | 0.7077               | 0.7234               | 0.7222               | 0.7175               | 0.7132               | 0.7131               | 0.7191               | 0.7308               | 0.7208               | 0.740                | 0.744                | 0.742                | 0.749                |
| 75  | Африка                   | Ліберія                         | N/A                  | N/A                  | N/A                  | N/A                  | N/A                  | N/A                  | N/A                  | N/A                  | N/A                  | 0.652                | 0.652                | 0.669                | 0.681                |
| 76  | Середній Схід            | Ліван                           | N/A                  | N/A                  | N/A                  | N/A                  | 0.6084               | 0.6083               | 0.6030               | 0.6028               | 0.5923               | 0.598                | 0.598                | 0.596                | 0.595                |
| 77  | Європа                   | Люксембург                      | 0.6671               | 0.6786               | 0.6802               | 0.6889               | 0.7231               | 0.7216               | 0.7439               | 0.7410               | 0.7333               | 0.738                | 0.734                | 0.706                | 0.712                |
| 78  | Африка                   | Мавританія                      | 0.5835               | 0.6022               | 0.6117               | 0.6103               | 0.6152               | 0.6164               | 0.6129               | 0.5810               | 0.6029               | 0.613                | 0.624                | 0.614                | 0.607                |
| 79  | Африка                   | Маврикій                        | 0.6328               | 0.6487               | 0.6466               | 0.6513               | 0.6520               | 0.6529               | 0.6547               | 0.6599               | 0.6541               | 0.646                | 0.652                | 0.664                | 0.663                |
| 80  | Африка                   | Мадагаскар                      | 0.6385               | 0.6461               | 0.6736               | 0.6732               | 0.6713               | 0.6797               | 0.6982               | 0.7016               | 0.7214               | 0.698                | 0.704                | 0.692                | 0.691                |
| 81  | Африка                   | Малаві                          | 0.6437               | 0.6480               | 0.6664               | 0.6738               | 0.6824               | 0.6850               | 0.7166               | 0.7139               | 0.7281               | 0.701                | 0.7                  | 0.672                | 0.662                |
| 82  | Південно-Східна Азія     | Малайзія                        | 0.6509               | 0.6444               | 0.6442               | 0.6467               | 0.6479               | 0.6525               | 0.6539               | 0.6518               | 0.6520               | 0.655                | 0.666                | 0.670                | 0.676                |
| 83  | Африка                   | Малі                            | 0.5996               | 0.6019               | 0.6117               | 0.5860               | 0.5680               | 0.5752               | 0.5842               | 0.5872               | 0.5779               | 0.599                | 0.591                | 0.583                | 0.582                |
| 84  | Південна Азія            | Мальдіви                        | N/A                  | 0.6350               | 0.6501               | 0.6482               | 0.6452               | 0.6480               | 0.6616               | 0.6604               | 0.6557               | 0.652                | .65                  | 0.669                | 0.662                |
| 85  | Європа                   | Мальта                          | 0.6518               | 0.6615               | 0.6634               | 0.6635               | 0.6695               | 0.6658               | 0.6666               | 0.6761               | 0.6707               | 0.668                | 0.664                | 0.682                | 0.686                |
| 86  | Північна Америка         | Мексика                         | 0.6462               | 0.6441               | 0.6441               | 0.6503               | 0.6577               | 0.6604               | 0.6712               | 0.6917               | 0.6900               | 0.699                | 0.7                  | 0.692                | 0.721                |
| 87  | Африка                   | Марокко                         | 0.5827               | 0.5676               | 0.5757               | 0.5926               | 0.5767               | 0.5804               | 0.5833               | 0.5845               | 0.5988               | 0.593                | 0.597                | 0.598                | 0.607                |
| 88  | Африка                   | Мозамбік                        | N/A                  | 0.6883               | 0.7266               | 0.7195               | 0.7329               | 0.7251               | 0.7350               | 0.7349               | 0.7370               | 0.741                | 0.75                 | 0.741                | 0.721                |
| 89  | Європа                   | Молдова                         | 0.7128               | 0.7172               | 0.7244               | 0.7104               | 0.7160               | 0.7083               | 0.7101               | 0.7037               | 0.7405               | 0.742                | 0.741                | 0.740                | 0.733                |
| 90  | Східна Азія              | Монголія                        | 0.6821               | 0.6731               | 0.7049               | 0.7221               | 0.7194               | 0.7140               | 0.7111               | 0.7204               | 0.7212               | 0.709                | 0.705                | 0.713                | 0.714                |
| 91  | Південно-Східна Азія     | М'янма                          | N/A                  | N/A                  | N/A                  | N/A                  | N/A                  | N/A                  | N/A                  | N/A                  | N/A                  | N/A                  | N/A                  | 0.691                | 0.690                |
| 92  | Африка                   | Намібія                         | 0.6864               | 0.7012               | 0.7141               | 0.7167               | 0.7238               | 0.7177               | 0.7121               | 0.7094               | 0.7219               | 0.760                | 0.765                | 0.777                | 0.789                |
| 93  | Південна Азія            | Непал                           | 0.5478               | 0.5575               | 0.5942               | 0.6213               | 0.6084               | 0.5888               | 0.6026               | 0.6053               | 0.6458               | 0.658                | 0.661                | 0.664                | 0.671                |
| 94  | Африка                   | Нігерія                         | 0.6104               | 0.6122               | 0.6339               | 0.6280               | 0.6055               | 0.6011               | 0.6315               | 0.6469               | 0.6391               | 0.638                | 0.643                | 0.641                | 0.621                |
| 95  | Європа                   | Нідерланди                      | 0.7250               | 0.7383               | 0.7399               | 0.7490               | 0.7444               | 0.7470               | 0.7659               | 0.7608               | 0.7730               | 0.776                | 0.756                | 0.737                | 0.747                |
| 96  | Північна Америка         | Нікарагуа                       | 0.6566               | 0.6458               | 0.6747               | 0.7002               | 0.7176               | 0.7245               | 0.7697               | 0.7715               | 0.7894               | 0.776                | 0.78                 | 0.814                | 0.809                |
| 97  | Європа                   | Німеччина                       | 0.7524               | 0.7618               | 0.7394               | 0.7449               | 0.7530               | 0.7590               | 0.7629               | 0.7583               | 0.7780               | 0.779                | 0.766                | 0.778                | 0.776                |
| 98  | Океанія                  | Нова Зеландія                   | 0.7509               | 0.7649               | 0.7859               | 0.7880               | 0.7808               | 0.7810               | 0.7805               | 0.7799               | 0.7772               | 0.782                | 0.781                | 0.791                | 0.801                |
| 99  | Європа                   | Норвегія                        | 0.7994               | 0.8059               | 0.8239               | 0.8227               | 0.8404               | 0.8404               | 0.8403               | 0.8417               | 0.8374               | 0.850                | 0.842                | 0.830                | 0.835                |
| 100 | Середній Схід            | Об'єднані Арабські Емірати      | 0.5919               | 0.6184               | 0.6220               | 0.6198               | 0.6397               | 0.6454               | 0.6392               | 0.6372               | 0.6436               | 0.646                | 0.639                | 0.649                | 0.642                |
| 101 | Середній Схід            | Оман                            | N/A                  | 0.5903               | 0.5960               | 0.5938               | 0.5950               | 0.5873               | 0.5986               | 0.6053               | 0.6091               | 0.604                | 0.612                | N/A                  | 0.605                |
| 102 | Південна Азія            | Пакистан                        | 0.5434               | 0.5509               | 0.5549               | 0.5458               | 0.5465               | 0.5583               | 0.5478               | 0.5459               | 0.5522               | 0.559                | 0.556                | 0.546                | 0.550                |
| 103 | Центральна Америка       | Панама                          | 0.6935               | 0.6954               | 0.7095               | 0.7024               | 0.7072               | 0.7042               | 0.7122               | 0.7164               | 0.7195               | 0.772                | 0.721                | 0.722                | 0.722                |
| 104 | Південна Америка         | Парагвай                        | 0.6556               | 0.6659               | 0.6379               | 0.6868               | 0.6804               | 0.6818               | 0.6714               | 0.6724               | 0.6890               | 0.666                | 0.676                | 0.678                | 0.672                |
| 105 | Південна Америка         | Перу                            | 0.6619               | 0.6624               | 0.6959               | 0.7024               | 0.6895               | 0.6796               | 0.6742               | 0.6787               | 0.7198               | 0.683                | 0.687                | 0.719                | 0.720                |
| 106 | Африка                   | Південно-Африканська Республіка | 0.7125               | 0.7194               | 0.7232               | 0.7709               | 0.7535               | 0.7478               | 0.7496               | 0.7510               | 0.7527               | 0.759                | 0.764                | 0.756                | 0.755                |
| 106 | Європа                   | Північна Македонія              | 0.6983               | 0.6967               | 0.6914               | 0.6950               | 0.6996               | 0.6966               | 0.6968               | 0.7013               | 0.6943               | 0.701                | 0.696                | 0.702                | 0.707                |
| 107 | Європа                   | Польща                          | 0.6802               | 0.6756               | 0.6951               | 0.6998               | 0.7037               | 0.7038               | 0.7015               | 0.7031               | 0.7051               | 0.715                | 0.727                | 0.728                | 0.728                |
| 108 | Європа                   | Португалія                      | 0.6922               | 0.6959               | 0.7051               | 0.7013               | 0.7171               | 0.7144               | 0.7071               | 0.7056               | 0.7243               | 0.731                | 0.737                | 0.734                | 0.732                |
| 109 | Європа і Північна Азія   | Росія                           | 0.6770               | 0.6866               | 0.6994               | 0.6987               | 0.7036               | 0.7037               | 0.6980               | 0.6983               | 0.6927               | 0.694                | 0.691                | 0.696                | 0.701                |
| 110 | Європа                   | Румунія                         | 0.6797               | 0.6859               | 0.6763               | 0.6805               | 0.6826               | 0.6812               | 0.6859               | 0.6908               | 0.6936               | 0.693                | 0.69                 | 0.708                | 0.711                |
| 111 | Африка                   | Руанда                          | N/A                  | N/A                  | N/A                  | N/A                  | N/A                  | N/A                  | N/A                  | N/A                  | N/A                  | 0.794                | 0.8                  | 0.822                | 0.804                |
| 112 | Північна Америка         | Сальвадор                       | 0.6837               | 0.6853               | 0.6875               | 0.6939               | 0.6596               | 0.6567               | 0.6630               | 0.6609               | 0.6863               | 0.706                | 0.702                | 0.705                | 0.690                |
| 113 | Середній Схід            | Саудівська Аравія               | 0.5242               | 0.5647               | 0.5537               | 0.5651               | 0.5713               | 0.5753               | 0.5731               | 0.5879               | 0.6059               | 0.605                | 0.583                | 0.584                | 0.590                |
| 114 | Африка                   | Сенегал                         | N/A                  | N/A                  | N/A                  | 0.6427               | 0.6414               | 0.6573               | 0.6657               | 0.6923               | 0.6912               | 0.698                | 0.685                | 0.684                | 0.682                |
| 115 | Європа                   | Сербія                          | N/A                  | N/A                  | N/A                  | N/A                  | N/A                  | N/A                  | 0.7037               | 0.7116               | 0.7086               | 0.720                | 0.72                 | 0.727                | 0.730                |
| 116 | Південно-Східна Азія     | Сінгапур                        | 0.6550               | 0.6609               | 0.6625               | 0.6664               | 0.6914               | 0.6914               | 0.6989               | 0.7000               | 0.7046               | 0.711                | 0.712                | 0.702                | 0.707                |
| 117 | Середній Схід            | Сирія                           | N/A                  | 0.6216               | 0.6181               | 0.6072               | 0.5926               | 0.5896               | 0.5626               | 0.5661               | 0.5775               | 0.568                | 0.567                | 0.568                | 0.568                |
| 118 | Європа                   | Словаччина                      | 0.6757               | 0.6797               | 0.6824               | 0.6845               | 0.6778               | 0.6797               | 0.6824               | 0.6857               | 0.6806               | 0.675                | 0.679                | 0.694                | 0.693                |
| 119 | Європа                   | Словенія                        | 0.6745               | 0.6842               | 0.6937               | 0.6982               | 0.7047               | 0.7041               | 0.7132               | 0.7155               | 0.7443               | 0.784                | 0.786                | 0.805                | 0.784                |
| 120 | Північна Америка         | Сполучені Штати Америки         | 0.7042               | 0.7002               | 0.7179               | 0.7173               | 0.7411               | 0.7412               | 0.7373               | 0.7392               | 0.7463               | 0.740                | 0.722                | 0.718                | 0.720                |
| 121 | Південна Америка         | Суринам                         | N/A                  | 0.6794               | 0.6674               | 0.6726               | 0.6407               | 0.6395               | 0.6409               | 0.6369               | 0.6504               | 0.670                | 0.679                | 0.689                | 0.695                |
| 122 | Південно-Східна Азія     | Східний Тимор                   | N/A                  | N/A                  | N/A                  | N/A                  | N/A                  | N/A                  | 0.6855               | N/A                  | N/A                  | N/A                  | 0.637                | 0.628                | 0.638                |
| 123 | Південна Азія            | Таджикистан                     | N/A                  | 0.6578               | 0.6541               | 0.6661               | 0.6598               | 0.6526               | 0.6608               | 0.6682               | 0.6654               | 0.675                | 0.679                | 0.678                | 0.638                |
| 124 | Південно-Східна Азія     | Таїланд                         | 0.6831               | 0.6815               | 0.6917               | 0.6907               | 0.6910               | 0.6892               | 0.6893               | 0.6928               | 0.7027               | 0.706                | 0.699                | 0.694                | 0.702                |
| 125 | Африка                   | Танзанія                        | 0.7038               | 0.6969               | 0.7068               | 0.6797               | 0.6829               | 0.6904               | 0.7091               | 0.6928               | 0.7182               | 0.718                | 0.716                | 0.700                | 0.704                |
| 126 | Північна Америка         | Тринідад і Тобаго               | 0.6797               | 0.6859               | 0.7245               | 0.7298               | 0.7353               | 0.7372               | 0.7116               | 0.7166               | 0.7154               | 0.720                | 0.723                | N/A                  | N/A                  |
| 127 | Африка                   | Туніс                           | 0.6288               | 0.6283               | 0.6295               | 0.6233               | 0.6266               | 0.6255               | N/A                  | N/A                  | 0.6272               | 0.634                | 0.636                | 0.651                | 0.648                |
| 128 | Середній Схід і Європа   | Туреччина                       | 0.5850               | 0.5768               | 0.5853               | 0.5828               | 0.5876               | 0.5954               | 0.6015               | 0.6081               | 0.6183               | 0.624                | 0.623                | 0.625                | 0.628                |
| 129 | Африка                   | Уганда                          | 0.6797               | 0.6833               | 0.6981               | 0.7067               | 0.7169               | 0.7220               | 0.7228               | 0.7086               | 0.6821               | 0.708                | 0.704                | 0.721                | 0.724                |
| 130 | Європа                   | Угорщина                        | 0.6698               | 0.6731               | 0.6867               | 0.6879               | 0.6720               | 0.6642               | 0.6718               | 0.6742               | 0.6759               | 0.672                | 0.669                | 0.670                | 0.674                |
| 131 | Європа                   | Україна                         | 0.6797               | 0.6790               | 0.6856               | 0.6896               | 0.6869               | 0.6861               | 0.6894               | 0.6935               | 0.7056               | 0.702                | 0.7                  | 0.705                | 0.708                |
| 132 | Південна Америка         | Уругвай                         | 0.6549               | 0.6608               | 0.6907               | 0.6936               | 0.6897               | 0.6907               | 0.6745               | 0.6803               | 0.6871               | 0.679                | 0.681                | 0.710                | 0.715                |
| 133 | Європа                   | Хорватія                        | 0.7145               | 0.7210               | 0.6967               | 0.6944               | 0.6939               | 0.7006               | 0.7053               | 0.7069               | 0.7075               | 0.708                | 0.7                  | 0.711                | 0.712                |
| 134 | Африка                   | Чад                             | 0.5247               | 0.5381               | 0.5290               | 0.5417               | 0.5330               | 0.5334               | 0.5594               | 0.5588               | 0.5764               | 0.580                | 0.587                | 0.575                | 0.580                |
| 135 | Європа                   | Чехія                           | 0.6712               | 0.6718               | 0.6770               | 0.6789               | 0.6850               | 0.6789               | 0.6767               | 0.6770               | 0.6737               | 0.687                | 0.69                 | 0.688                | 0.693                |
| 136 | Південна Америка         | Чилі                            | 0.6455               | 0.6482               | 0.6818               | 0.6884               | 0.7013               | 0.7030               | 0.6676               | 0.6670               | 0.6975               | 0.698                | 0.699                | 0.704                | 0.717                |
| 137 | Європа                   | Чорногорія                      | N/A                  | N/A                  | N/A                  | N/A                  | N/A                  | N/A                  | N/A                  | N/A                  | N/A                  | 0.689                | 0.681                | 0.693                | 0.706                |
| 138 | Європа                   | Швеція                          | 0.8133               | 0.8146               | 0.8139               | 0.8139               | 0.8024               | 0.8044               | 0.8159               | 0.8129               | 0.8165               | 0.823                | 0.815                | 0.816                | 0.822                |
| 139 | Європа                   | Швейцарія                       | 0.6997               | 0.6924               | 0.7360               | 0.7426               | 0.7562               | 0.7627               | 0.7672               | 0.7736               | 0.7798               | 0.785                | 0.776                | 0.755                | 0.755                |
| 140 | Південна Азія            | Шрі-Ланка                       | 0.7199               | 0.7230               | 0.7371               | 0.7402               | 0.7458               | 0.7212               | 0.7122               | 0.7019               | 0.6903               | 0.686                | 0.673                | 0.669                | 0.676                |
| 141 | Океанія                  | Фіджі                           | N/A                  | N/A                  | N/A                  | 0.6414               | 0.6256               | 0.6255               | 0.6285               | 0.6286               | 0.6286               | 0.645                | N/A                  | N/A                  | 0.669                |
| 142 | Southeast Asia           | Філіппіни                       | 0.7516               | 0.7629               | 0.7568               | 0.7579               | 0.7654               | 0.7685               | 0.7757               | 0.7832               | 0.7814               | 0.790                | 0.786                | 0.790                | 0.799                |
| 143 | Європа                   | Фінляндія                       | 0.7958               | 0.8044               | 0.8195               | 0.8252               | 0.8260               | 0.8383               | 0.8451               | 0.8421               | 0.8453               | 0.850                | 0.845                | 0.823                | 0.821                |
| 144 | Європа                   | Франція                         | 0.6520               | 0.6824               | 0.7341               | 0.7331               | 0.7025               | 0.7018               | 0.6984               | 0.7089               | 0.7588               | 0.761                | 0.755                | 0.778                | 0.779                |
| 145 | Північна Америка         | Ямайка                          | 0.7014               | 0.6925               | 0.6980               | 0.7013               | 0.7037               | 0.7028               | 0.7035               | 0.7085               | 0.7128               | 0.703                | 0.724                | 0.717                | 0.724                |
| 146 | Східна Азія              | Японія                          | 0.6447               | 0.6455               | 0.6434               | 0.6447               | 0.6524               | 0.6514               | 0.6530               | 0.6498               | 0.6584               | 0.670                | 0.66                 | 0.657                | 0.662                |

## Зовнішні посилання
- Гендерний розрив у кар'єрі в STEM (інфографіка) [Архівовано 10 квітня 2019 у Wayback Machine.]
- Щоденна діаграма: Стать і рівність [Архівовано 7 червня 2017 у Wayback Machine.], The Economist, 25 жовтня 2013 року
- Women Leaders and Gender Parity. World Economic Forum. Geneva, Switzerland. Архів оригіналу за 13 листопада 2008. Процитовано 19 листопада 2008.

### Глобальні звіти за роками
1. Ricardo Hausmann, Laura D. Tyson, Saadia Zahidi, Editors (2006). The Global Gender Gap Report 2006 (PDF). World Economic Forum, Geneva, Switzerland. Архів оригіналу (PDF) за 5 квітня 2013. Процитовано 19 листопада 2008.
2. Ricardo Hausmann, Laura D. Tyson, Saadia Zahidi, Editors (2007). The Global Gender Gap Report 2007 (PDF). World Economic Forum, Geneva, Switzerland. Архів оригіналу (PDF) за 1 серпня 2013. Процитовано 19 листопада 2008.
3. Ricardo Hausmann, Laura D. Tyson, Saadia Zahidi, Editors (2008). The Global Gender Gap Report 2008 (PDF). World Economic Forum, Geneva, Switzerland. Архів оригіналу (PDF) за 17 квітня 2017. Процитовано 19 листопада 2008.
4. Ricardo Hausmann, Laura D. Tyson, Saadia Zahidi, Editors (2009). The Global Gender Gap Report 2009 (PDF). World Economic Forum, Geneva, Switzerland. Архів оригіналу (PDF) за 5 квітня 2013. Процитовано 2 листопада 2009. {{cite book}}: Cite має пустий невідомий параметр: |df= (довідка)
5. Ricardo Hausmann, Laura D. Tyson, Saadia Zahidi, Editors (2010). The Global Gender Gap Report 2010 (PDF). World Economic Forum, Geneva, Switzerland. Архів оригіналу (PDF) за 21 лютого 2011. Процитовано 20 жовтня 2010.
6. Ricardo Hausmann, Laura D. Tyson, Saadia Zahidi, Editors (2012). The Global Gender Gap Report 2012 (PDF). World Economic Forum, Geneva, Switzerland. Архів оригіналу (PDF) за 8 вересня 2013. Процитовано 26 жовтня 2012.
7. Ricardo Hausmann, Laura D. Tyson, Saadia Zahidi, Editors (2013). The Global Gender Gap Report 2013 (PDF). Женева, Швейцарія: Світовий економічний форум. Архів оригіналу (PDF) за 15 травня 2019. Процитовано 26 жовтня 2013.
8. Ricardo Hausmann; Laura D. Tyson; Yasmina Bekhouche; Saadia Zahidi (2014). The Global Gender Gap Report 2014 (PDF). Женева, Швейцарія: Світовий економічний форум. Архів оригіналу (PDF) за 4 січня 2018.
9. The Global Gender Gap Report 2015 (англійською) . Женева, Швейцарія: Світовий економічний форум. 2015. Архів оригіналу за 1 липня 2016. Процитовано 31 травня 2019.
10. The Global Gender Gap Report 2016 (англійською) . Женева, Швейцарія: Світовий економічний форум. 2016. Архів оригіналу за 31 березня 2020. Процитовано 31 травня 2019.
11. The Global Gender Gap Report 2017 (англійською) . Женева, Швейцарія: Світовий економічний форум. 2017. Архів оригіналу за 18 квітня 2018. Процитовано 31 травня 2019.
12. The Global Gender Gap Report 2018 (англійською) . Женева, Швейцарія: Світовий економічний форум. 2018. Архів оригіналу за 29 січня 2019. Процитовано 31 травня 2019.